# 比斯特里克 (蘇梅州)
51°34′5″N 33°32′28″E / 51.56806°N 33.54111°E
比斯特里克（烏克蘭語：Бистрик）是位於烏克蘭東北部的村莊，由蘇梅州科諾托普區的克羅萊韋茨市鎮負責管轄。該村處於列季河左岸，分別距離圖利霍洛韋5公里和切爾沃納吉爾卡2公里，海拔高度146米，2001年人口961。